# Øystein Stray Spetalen
Øystein Stray Spetalen (* 17. Juli 1962 in London) ist ein unabhängiger norwegischer Investor und Milliardär und war zuvor als Investment Director bei Kistefos AS und als Portfoliomanager bei der Versicherungsgesellschaft Gjensidige Forsikring tätig.
Stray Spetalen wuchs in Sandefjord auf und begann mit dem Handel mit Aktien in der 9. Klasse. Er hat einen Master-Abschluss in Ingenieurwissenschaften von der Technisch-Naturwissenschaftlichen Universität Norwegens.
Er ist Vorstandsmitglied und Hauptaktionär in einer Reihe von börsennotierten Unternehmen: Von 1996 bis 2003 war er Vorstandsmitglied des Fußballvereins Vålerenga Oslo. Seit dem 1. Juli 2014 ist er stellvertretendes Mitglied des Press Professional Committee. Des Weiteren Vorstandsvorsitzender und Eigentümer der Investmentgesellschaft Ferncliff TIH AS. Seit 2012 ist er Hauptaktionär von Saga Tankers, einem Unternehmen, das erneuerbare Energien in der Schifffahrt einsetzt und das 2020 in die auf Greentech fokussierte Investment Gesellschaft Saga Pure ASA übergeführt wurde, die hohe Anteile hält an den Unternehmen Bergen Carbon Solutions AS, Horisont Energi AS, Everfuel A/S, HYON, Heimdall Power und ICT. 2015 übernahm er mit Kollegen zwei Jahre lang einen Vorstandssitz bei Nel ASA und baute das Wasserstoffunternehmen Nel bis 2017 auf. 2020 übernahm er einen Vorstandssitz bei Vistin Pharma ASA.

## Liste seiner Unternehmen
- Nel ASA – Ehemaliger Vorstand
- Ferncliff AS – Vorstand und Eigentümer
- Tycoon Industrier – Vorstand
- Saga Pure ASA – Vorstand und Hauptaktionär
- Vistin Pharma ASA – Vorstand
- Heimdall Power AS – Hauptaktionär